# Toyo-Eiwa-Universität

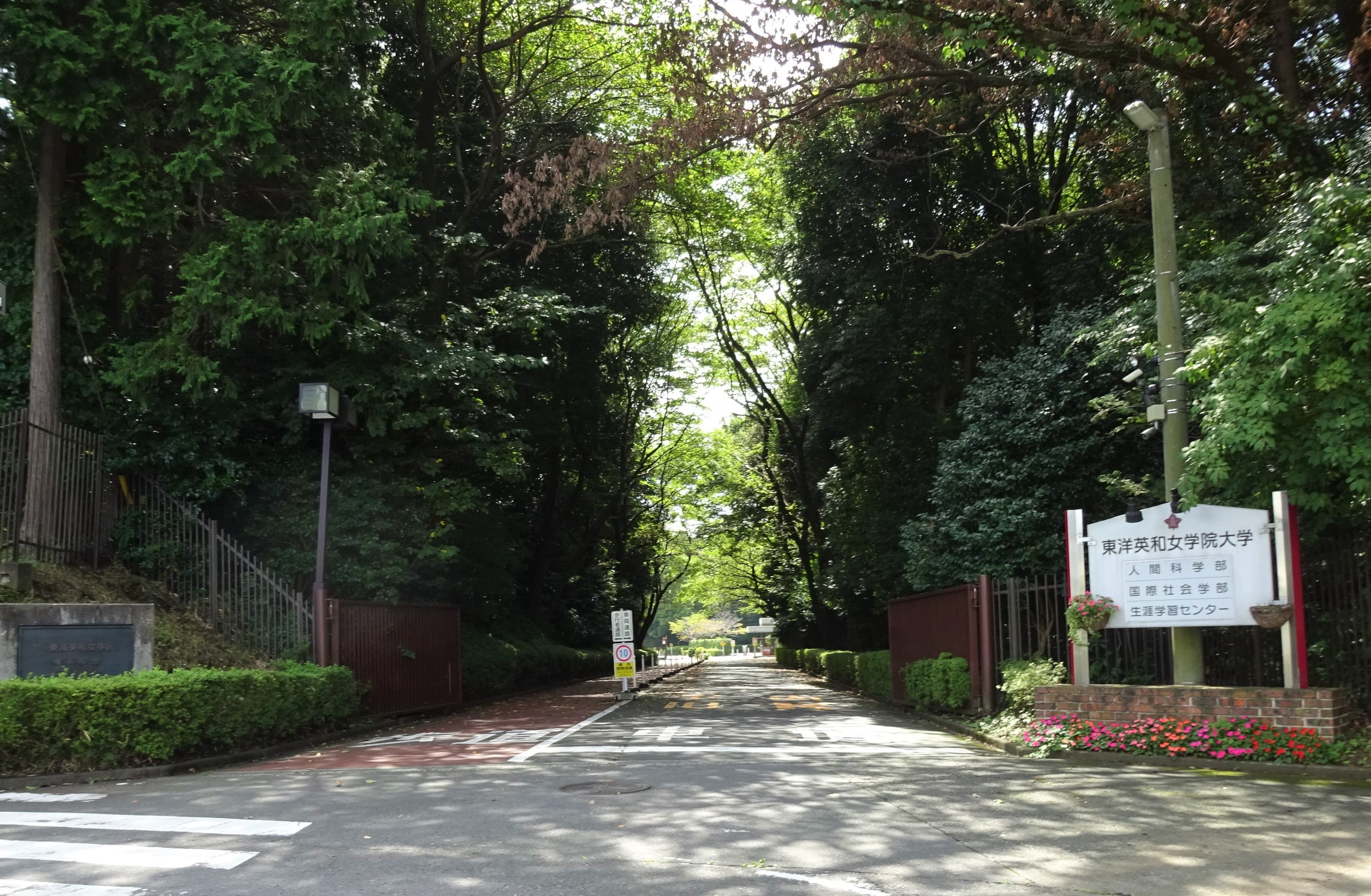
Toyo-Eiwa-Universität (2022)

Die Toyo-Eiwa-Universität (japanisch 東洋英和女学院大学 Tōyō eiwa jogakuin daigaku) ist eine private christliche Hochschule für Frauen in Midori-ku, einem Stadtbezirk von Yokohama in Japan.
Sie gehört zu Toyo Eiwa Jogakuin, einer christlichen Organisation für Frauenbildung, die neben der Universität auch Kindergärten und Schulen unterhält. Diese Organisation geht zurück auf eine 1884 von der Kanadierin Martha Cartmell im Auftrag der Frauenmissionsgesellschaft der kanadischen Methodistenkirche gegründete Schule in Azabu (heute Roppongi) in Tōkyō, die Tōyō Eiwa Jo Gakkō hieß.
Die Toyo-Eiwa-Universität selbst wurde 1989 gegründet und hatte von Beginn an eine Fakultät für Geisteswissenschaften, während die Fakultät für Sozialwissenschaften erst 1995 hinzukam. Die geisteswissenschaftliche Fakultät umfasst das Department of Human Sciences und das Department of Early Childhood Education and Care, die sozialwissenschaftliche Fakultät das Department of Social Sciences und das Department of International Communication. Beide Fakultäten bieten ein vierjähriges Grundstudium an, das mit dem Bachelor of Arts (B.A.) abgeschlossen wird. Weiterführende Studiengänge werden seit 1993 von der Graduiertenschule in Roppongi angeboten, die ein Department of Human Sciences und ein Department of International Cooperation umfasst. Beide Departments der Graduiertenschule bieten Masterstudiengänge (M.A.) an, das Department of Human Sciences seit 2002 auch Promotionsstudiengänge (Ph.D.). An der Graduiertenschule werden sowohl weibliche als auch männliche Studierende zugelassen.
Der Kurs „Einführung ins Christentum“ ist für alle Studiengänge der Universität verpflichtend. Die Toyo-Eiwa-Universität unterhält internationale Austauschprogramme mit Hochschulen in neun verschiedenen Ländern, unter anderem mit der Cologne Business School in Deutschland.
Zur Toyo-Eiwa-Universität gehören außerdem das Center for Continuing Education, das Toyo Eiwa Counseling and Psychotherapy Center, das 2003 gegründete Institute for Life and Death Studies, das Institute of International Relations (IIR), das Institute of Early Childhood Education and Care (auch The Center for Children and Their Families genannt), das Institute of Media and Communication Studies, das Institute of Applied Human and Social Sciences und der Kaede-Kindergarten.